# GKS 베우하투프
GKS 베우하투프(pronounced [bɛwˈxatuf] (도움말·정보))는 폴란드의 축구 클럽으로 폴란드 최상위 리그인 엑스트라클라사에 참가하고 있다.

## 역사
GKS 베우하투프는 1977년에 폴란드 4부 리그에 참가하였다. 그 후 네 시즌이 지난 1981-82시즌에 3부 리그로 승격했다. 또 1986-87시즌에 3부 리그 준우승으로 다음 시즌인 1987-88시즌엔 2부 리그로 승격하였다. 하지만 1989-90시즌엔 두개 디비전으로 진행되던 2부리그를 나누어 2부리그와 3부리그로 나누는 바람에 3부리그로 다시 강등되었다. 그러다가 1991-92시즌을 시작하면서 다시 2부리그의 두개 디비전을 다시 실시함에 따라 2부리그에 다시 참가하였다. 1994-95시즌에 2부리그 동부 디비전 우승을 하면서 1995-96시즌부터 폴란드 1부리그에서 플레이하게 되었다. 하지만 1996-97시즌을 15위로 마치며 강등되었고, 바로 다음 시즌 다시 2부리그 동부 디비전 우승을 하며 다시 승격하였지만, 1998-99시즌 단 한 시즌만에 또다시 강등되었다. 1999-2000시즌부터는 다시 2부리그의 단일 리그로의 운영을 하였고, 그 후 2004-05시즌에 2부리그 2위를 차지하며 다시 엑스트라클라사로 승격하여 현재에 이르고 있다. 승격 첫 해에는 10위를 하였지만, 다음 시즌인 2006-07시즌엔 준우승을 차지하였다.
| - 1977-78 ~ 1980-81 : 4부리그 - 1981-82 ~ 1986-87 : 3부리그 - 1987-88 ~ 1989-90 : 2부리그 - 1990-91 : 3부리그 - 1991-92 ~ 1994-95 : 2부리그 - 1995-96 ~ 1996-97 : 1부리그 - 1997-98 : 2부리그 - 1998-99 : 1부리그 - 1999-00 ~ 2004-05 : 2부리그 - 2005-06 ~ 현재 : 1부리그 | 2007-08시즌까지 - 1부리그 : 6시즌 - 2부리그 : 14시즌 - 3부리그 : 6시즌 - 4부리그 : 4시즌 |

## 선수 명단

### 현역
참고: FIFA 자격 규정에 따라 소속된 국가대표팀 국기를 표시합니다. 선수는 복수의 FIFA 비회원국 국적을 가지고 있을 수 있습니다.
| 번호 | 포지션 | 국적       | 이름                |
| ---- | ------ | ---------- | ------------------- |
| 17   | FW     | 우크라이나 | 세르히 나폴로프     |
| 22   | MF     | 우크라이나 | 아르템 시레이시코프 |

| 번호 | 포지션 | 국적 | 이름 |
| ---- | ------ | ---- | ---- |

## 역대 감독
| 감독          | 임기        |
| ------------- | ----------- |
| 파베우 야나스 | 2008 ~ 2009 |
| 파베우 야나스 | 2011        |

## 역대 성적

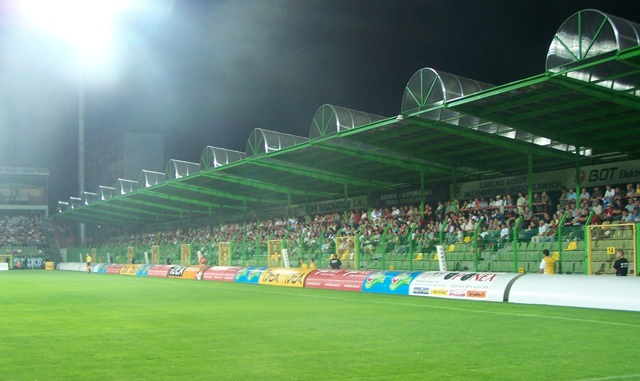
GKS 베우하투프의 경기장

- 엑스트라클라사

준우승 (1) : 2007
- 폴란드 컵

준우승 (2) : 1996, 1999
- 폴란드 리그컵

준우승 (1) : 2007
- 폴란드 슈퍼컵

준우승 (1) : 2007

## 유럽 대회
| 시즌    | 대회   | 라운드    |            | 클럽                             | 결과             |
| ------- | ------ | --------- | ---------- | -------------------------------- | ---------------- |
| 2007-08 | UEFA컵 | 예선1회전 | 조지아     | FC 아메리 트빌리시               | 2-0, 0-2 (4-2 p) |
|         |        | 예선2회전 | 우크라이나 | FC 드니프로 드니프로페트로우스크 | 1-1, 2-4         |